# 克柔龍屬
克柔龍屬（屬名：Kronosaurus）又名克諾龍、巨頭蛇頸龍、長頭龍，是種海生爬行動物，屬於蛇頸龍目的上龍亞目，上龍類的明顯特徵是短而粗厚的頸部。克柔龍是體型最大的上龍類之一。克柔龍是以希臘神話中泰坦巨神中的克羅諾斯為名，祂吃了自己的孩子奧林匹斯十二主神。

## 發現與種

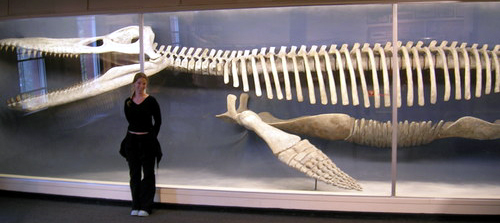
克柔龍的化石與人類的體型比較圖

克柔龍是最大的上龍類之一，生存於白堊紀早期的阿普第階/阿爾比階直到森諾曼階。昆士蘭克柔龍的模式標本是在1889年於昆士蘭發現，該地於1億2000萬年是淺海，化石在1924年由Heber Longman敘述，現在保存於昆士蘭博物館。第二個種是波亞卡克柔龍，化石較為完整，在1977年於哥倫比亞的Villa de Leyva發現，在1992年由Hampe敘述，化石發現於哥倫比亞。

## 古生物學

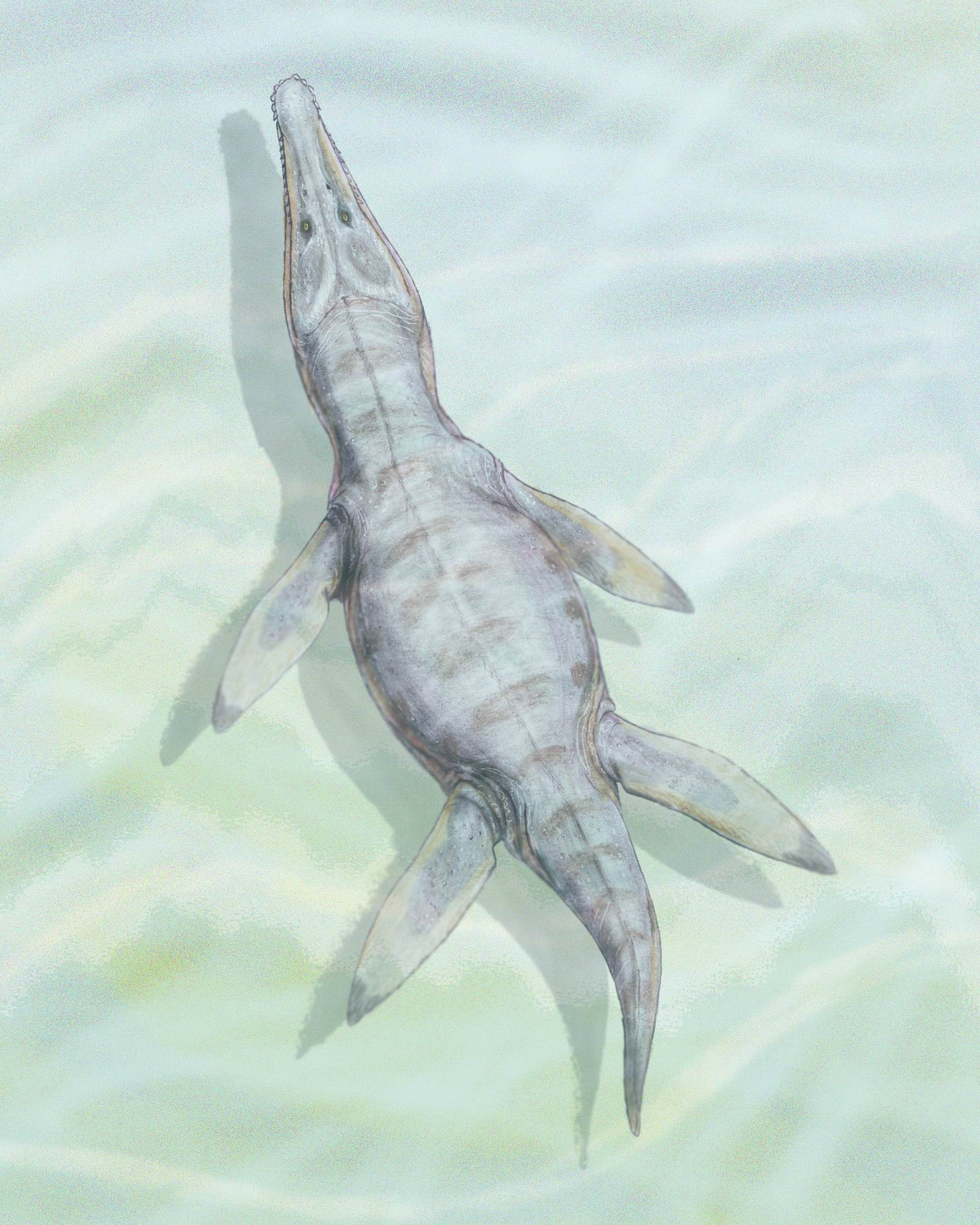
波亞卡克柔龍

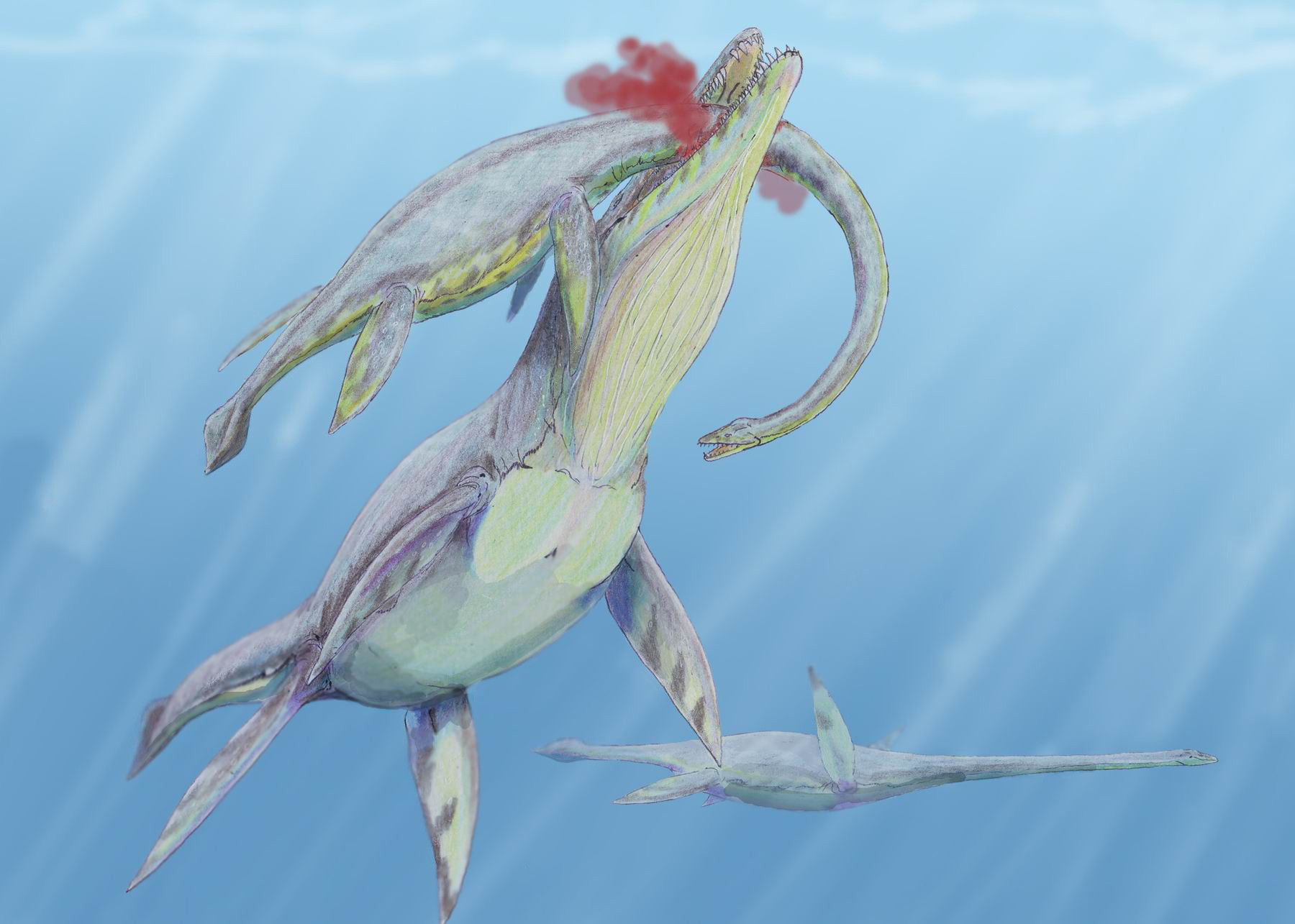
獵食伍倫加龍的克柔龍

### 體型爭議
許多年來，克柔龍被估計長達12.8公尺。但最近的研究將牠們的頭顱骨與其他部分與其他上龍類相比，顯示克柔龍的真實長度可能只有9到10公尺長。

### 牙齒與食性
克柔龍的牙齒很大，超過7公分，牠們的牙齒呈圓椎狀類似鱷魚，缺乏上龍與滑齒龍的切割用邊緣，以及明顯的三角面。

### 食性
曾經在澳洲的阿爾比階地層，在一個薄片龍科的Tuarangisaurus的化石發現大而圓的齒痕，應該是被克柔龍所攻擊。
同時代的動物還有大量魚類、多樣性的軟體動物如魷魚、菊石、箭石。有些上述動物的化石，甲殼上的齒痕可能是由克柔龍造成的，牠們的後齒成圓形，適合壓碎有硬殼的動物。

## 大眾文化
克柔龍曾出現在史提夫·艾爾頓（Steve Alten）的小說《奪命海溝》（The Trench），但作者將克柔龍敘述為出現在深海，並具有魚鰓。克柔龍還出現羅伯特·巴克（Robert T. Bakker）的小說《Raptor Red》，以及K. A. Applegate的小說《In the Time of the Dinosaurs》。

## 外部連結
- Kronosaurus fact sheet （页面存档备份，存于）. Enchanted Learning.
- Genus Kronosaurus. The Plesiosaur Directory.